# Hyundai ix55
De ix55 is een ruime SUV van de Zuid-Koreaanse autoconstructeur Hyundai. De ix55 werd in augustus 2008 gepresenteerd op het autosalon van Moskou en ging eind 2008 in productie. Hij bezit standaard vierwielaandrijving en zeven zitplaatsen waarvan de achterste twee in de vloer weggeklapt kunnen worden.
De ix55 is niet verkrijgbaar in Nederland maar wel in België. Buiten Europa draagt de Hyundai ix55 de naam Hyundai Veracruz.
Huidige modellen Nederland en België:
Bayon ·
i10 ·
i20 ·
i30 ·
Inster ·
Ioniq ·
Ioniq 5 ·
Ioniq 6 ·
Kona ·
Kona Electric ·
Nexo ·
Santa Fe ·
Tucson
Overige modellen internationaal:
Accent ·
Grandeur ·
Genesis ·
Eon ·
Equus ·
Porter ·
Sonata ·
Veloster
Uit productie:
Atos ·
Coupe ·
Dynasty ·
Elantra ·
Excel ·
Getz ·
Genesis Coupe ·
i40 ·
ix20 ·
ix55 ·
Lantra ·
Matrix ·
Pony ·
Santamo ·
Scoupe ·
Stellar ·
Terracan ·
Trajet ·
Tucson ·
XG